# Galashiels
Galashiels är en ort i Storbritannien.   Den ligger i kommunen Scottish Borders och riksdelen Skottland, i den centrala delen av landet, 500 km norr om huvudstaden London. Galashiels ligger 119 meter över havet och antalet invånare är 14 351.
Terrängen runt Galashiels är kuperad åt sydväst, men åt nordost är den platt. Galashiels ligger nere i en dal. Runt Galashiels är det glesbefolkat, med 17 invånare per kvadratkilometer. Galashiels är det största samhället i trakten. Trakten runt Galashiels består i huvudsak av gräsmarker.